# 霍普·库克
霍普·库克（英語：Hope Cooke；1940年6月24日—）是錫金卻嘉帕爾登·頓杜普·納姆加爾的王后。
霍普·库克生于美国纽约，她的父亲是一位美国商人。她于1963年与锡金王储帕尔登·顿杜普·纳姆加尔结婚，1965年帕尔登·顿杜普·纳姆加尔正式加冕为锡金国王，为锡金末代国王。她与锡金末代国王生育有2个孩子。
1973年印度对控制了锡金王室，把持一切内政、外交，锡金彻底成为印度的保护国。1975年在印度军队的主持下，锡金进行“全民公投”，其中有四分之三为尼泊尔族，最终结果决定锡金成为印度的一个邦。于是，锡金王室被迫流亡海外，1980年霍普·库克与锡金末代国王离婚，她带着自己的2个孩子离开了锡金国王，1982年锡金末代国王在纽约因癌症逝世，1983年霍普·库克与美国哲学博士米克·華萊士再次结婚。

## 外部連結
- Review of Time Change （页面存档备份，存于） New York Times, February 28, 1981
- "Where There's Hope" （页面存档备份，存于）, TIME, March 29, 1963
- "Sikkim: A Queen Revisited" （页面存档备份，存于）, TIME, January 3, 1969
- University of Hawaii Museum. Sikkim - Woman's Informal Ensemble （页面存档备份，存于）. (Kho dress worn by Hope Cooke in the 1960s, on Flickr).